# Urdazubi
Urdazubi en basque ou Urdax en espagnol, est un village et une municipalité de la Communauté forale de Navarre, dans le Nord de l'Espagne.
Elle est située dans la zone bascophone de la province où la langue basque est coofficielle avec l'espagnol et la population parlant le basque représentait 91.01 % en 2010. 
Elle est située à 80 km de Pampelune et le secrétaire de mairie est aussi celui de Zugarramurdi.

## Géographie
Elle est située sur la Nivelle dans la zone bascophone de la province où la langue basque est coofficielle avec l'espagnol.
Avec Zugarramurdi et les deux communes françaises de Sare et d'Ainhoa, Urdazubi compose un territoire transfrontalier, appelé Xareta.

## Gentilé
Mikel Belazko pense que le nom le plus ancien de la communauté était Urdax. Urdax serait une variante de Urdaiz. C'est un de ces toponymes basco-navarrais en iz et qui était, anciennement, associé à nom de personne, Urda dans ce cas.
Selon Belazko le nom basque actuel du village serait dérivé de l'original Urdax, en ayant ajouté zubi (pont). Urdazubi signifie "pont d'Urdax". En espagnol on aurait conservé le premier nom, Urdax.
Depuis 1989 le toponyme officiel est Urdazubi-Urdax.

## Communes
La municipalité est constituée de diverses communes :
- Urdazubi-Urdax est le principal village de la municipalité et détient le rang historique de "Villa"
- Alkerdi
- Dantxarinea, connu à tort sous le nom de Dantxaria. C'est un hameau très fréquenté car il offre, avec les Bentas, de nombreux services frontaliers aux Français.
- Landibar
- Leorlaz
- Telleria

## Division linguistique
En 2011, 80.2% de la population d'Urdazubi avait le basque comme langue maternelle. La population totale située dans la zone bascophone en 2018, comprenant 64 municipalités dont Urdazubi, était bilingue à 60.8%, à cela s'ajoute 10.7% de bilingues réceptifs.

### Droit
En accord avec Loi forale 18/1986 du 15 décembre sur le basque, la Navarre est linguistiquement divisée en trois zones. Cette municipalité fait partie de la zone bascophone où l'utilisation du basque y est majoritaire. Le basque et le castillan sont utilisés dans l'administration publique, les médias, les manifestations culturelles et en éducation cependant l'usage courant du basque y est majoritaire et encouragé le plus souvent.

## Patrimoine

### Patrimoine civil
- Grottes de Alkerdi-Berroberria
- Grottes d'Ikaburu
- Moulin d'Urdazubi

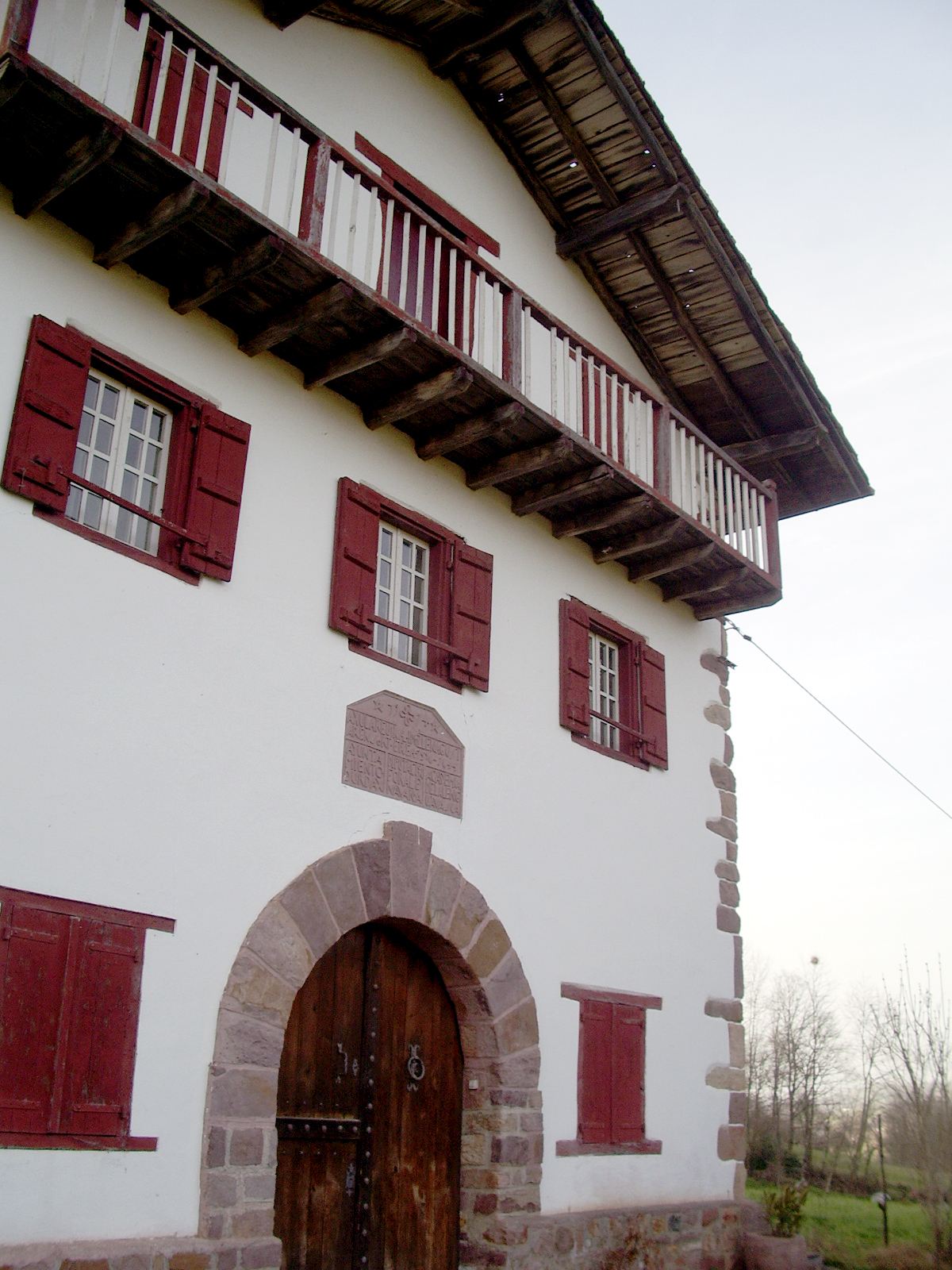
Maison natale dAxular à Urdazubi

- Ferme Axular, maison natale de l'écrivain Pedro Aguerre dit Axular

### Patrimoine religieux
- Monastère de San Salvador IXe siècle
- Ermitage de San Esteban à Alkerdi

### Patrimoine culturel
Le village témoigne d'un riche patrimoine culturel. Dans le quartier d'Alkerdi, on peut ainsi visiter les magnifiques Grottes d'Ikaburu située à Urdazubi ou encore le Monastère de San Salvador qui été fondé au IXe siècle par l'Ordre des Prémontrés. Leurs abbés possédaient des voix et votaient dans les Cortes de Navarre. Ce sont eux qui fondèrent les villages de Zugarramurdi et d'Ainhoa. On trouve également dans ce village d'Urdazubi, l'ermitage de San Esteban. De plus, on observe une architecture originale : les maisons sont vantées, avec des boucliers, des bras, dont certains ont appartenu à des indiens d'Amérique.
L'ordre des chanoines réguliers de Prémontré (Aisne) n'ayant été établi par Saint Norbert (1080-1134) qu'à la Noël 1121, il est certain que la fondation - sur l'une des routes pour Saint-Jacques-de-Compostelle - du monastère d'Urdazubi ne peut pas être antérieur au XIIe siècle. Il dépendait alors de l'évêché de Bayonne, et ce jusqu'en 1566 lorsque Philippe II d'Espagne obtint du pape Pie V l'amputation du diocèse de Bayonne qui perdit, au profit de celui de Pampelune, le Val Carlos et les vallées de Baztan, Lerín, Lesaka et Oiartzun.

## Personnalités liées au village
- Pedro Aguerre[5] (1556-1644), écrivain en langue basque, dit Axular est né à Urdazubi en 1556.
- Bruno de Echenique (1820-1893), écrivain et linguiste.

## Légendes
Les gens d'Urdazubi pensaient que les grottes d'Ikaburu étaient habitées par les laminak, êtres de la mythologie basque qui habitent dans les ruisseaux. Les laminak se réunissaient dans le "salon de réceptions" qui se trouvent justement à l'entrée des grottes. On pense que la bonne conservation des grottes est justement due à ce que les gens du village n'entraient pas dans celles-ci par peur des laminak.

### Sources
- (es) Cet article est partiellement ou en totalité issu de l’article de Wikipédia en espagnol intitulé « Urdax » (voir la liste des auteurs).